# Наум Радически
Наум (Науме, Наумче) Радически (на македонска литературна норма: Наум Радически) е писател и поет от Северна Македония.

## Биография
Наум Радически е роден на 18 май 1953 година в охридското село Мешеища, тогава в Социалистическата федеративна република Югославия, днес в Северна Македония. Завършва филологическия факултет на Скопския университет. Става доктор по филологическите науки и професор от филологическия факултет в Скопие. Умира на 5 май 2014 година. Носител е на наградата на Културно-просветната общност на Македония.